# بالگردگاه کیتسیسوارسویت
بالگردگاه کیتسیسوارسویت (به انگلیسی: Kitsissuarsuit Heliport) یک فرودگاه همگانی است . این فرودگاه در کشور گرینلند قرار دارد .